# Tatia gyrina
Tatia gyrina är en fiskart som först beskrevs av Eigenmann och Allen 1942.  Tatia gyrina ingår i släktet Tatia och familjen Auchenipteridae. Inga underarter finns listade i Catalogue of Life.